# Buckingham (Wirginia)
Buckingham – jednostka osadnicza w Stanach Zjednoczonych, w stanie Wirginia, siedziba administracyjna hrabstwa Buckingham.